# Ищук, Инна Анатольевна
Инна Анатольевна Ищук, урождённая Ткаченко (род.13 октября 1972, Тирасполь, Молдавская ССР), — украинская детская писательница.

## Биография
Инна Анатольевна Ищук (Ткаченко) родилась в 1972 году в Тирасполе. В 1989 году поступила в Одесский государственный университет им. И.И.Мечникова, на химический факультет по специальности молекулярная электроника. В Одессе входила в литобъединение «Порто-Франко», сотрудничала в газете «Арсенал» - приложении к «Защитнику Родины».
В 1994 году закончила Одесский национальный университет имени И. И. Мечникова, химический факультет, специальность —  молекулярная электроника.
В 1997 году поступила в литературный институт им А.М. Горького в Москве на факультет прозы Бориса Анашенкова. Одновременно посещала семинар детской литературы Романа Сефа и Александра Торопцева. Выпустила книжку-расскраску «Природа родного края. Мир растений». Работала преподавателем журналистики в Приднестровском университете им. Т.Г. Шевченко. В 2002 году была принята в Союз писателей России.
С 2002 года в Москве в издательстве «Линг» выходят книги для детей: «Поглядите на меня», «Маленький плутишка», «Как Маша дом искала». Издательство «Проф-пресс» Ростов-на-Дону выпускает целую серию книжек-картонок: «Китенок Филя», «Радуга», «Кто большой, кто маленький», «Транспорт», «Хорошо и плохо», «Нужные машины», «Крутые тачки», «Как ветру занятие нашли» и другие. Ростовское издательство «Малыш» издает «Азбуку дел», «Загадки про насекомых», «Енот-пилот» и т. д. Затем в 2005 году в Приднестровье выходит сборник стихов «Солнечными дорожками». В Киеве книжка на украинском языке «Домашние животные». На протяжении 15 лет издано около 100 книжек для детей, сборников стихов и прозы, альманахов в России, на Украине, в Приднестровье. Печатается в детских журналах «Спокойной ночи, малыши», «Кукумбер», «Колокольчик», «Миша», «Филиппок», «Почемучка», в журнале «Радуга» (Киев), «Современник» (Москва), «Московский вестник», «Лоза» (Приднестровье). Автор сценариев к передаче «Спокойной ночи, малыши!». С 2002 года член Союза писателей России, с 2007 Национального союза журналистов Украины. Бронзовый призёр фестиваля «Болдинская осень в Одессе», финалист фестиваля «Пушкинская осень в Одессе». Ведет детскую страничку «Одессинка» в газете «Одесская жизнь». Активно пишет в газетах «Порто-Франко», «Моряк Украины», «Комсомольская правда в Украине», журнал «Фаворит удачи» и другие. В 2012 году вступила в Одесское отделение Всеукраинского союза писателей-маринистов.
Дважды становилась победительницей международного конкурса «Корнейчуковская премия» — в 2017 году в номинации «поэзия для детей» и в 2020 году за киносценарий «Волшебная монета».